# Ernesto Fonseca Carrillo
Ernesto Fonseca Carrillo (Badiraguato, Sinaloa; 1 de agosto de 1930) conocido como «Don Neto», es un exnarcotraficante mexicano, quién, junto a Miguel Ángel Félix Gallardo y Rafael Caro Quintero, fundaron y lideraron el Cártel de Guadalajara, una organización criminal dedicada al tráfico de drogas en México.

## Biografía
Fue  jefe del Cártel de Guadalajara junto con sus socios Miguel Ángel Félix Gallardo y Rafael Caro Quintero. Fonseca estuvo involucrado con el contrabando de las mismas desde comienzos de los años 1970, principalmente en Ecuador, para luego dedicar sus operaciones en México. 
La Administración para el Control de Drogas de los Estados Unidos DEA por sus siglas en inglés, en 1982 descubrió sus operaciones de lavado de dinero en San Diego. El 7 de abril de 1985, Fonseca y sus cuerpos de seguridad fueron localizados en la residencia del gobernador de Jalisco en el puerto turístico de Puerto Vallarta por el Ejército Mexicano, por lo que fue rodeado y detenido. Desde entonces cumplió condena en prisión hasta el 2016 cuando fue puesto en arraigo domiciliario por su avanzada edad y su deteriorado estado de salud, así como en 2017 obtuvo su libertad total. Fonseca es tío del narcotraficante fallecido Amado Carrillo Fuentes.

## En la cultura popular
En 2018, tiene protagonismo en la serie producida por Netflix, Narcos: México, interpretado por el actor Joaquín Cosío.